# 伯公坳

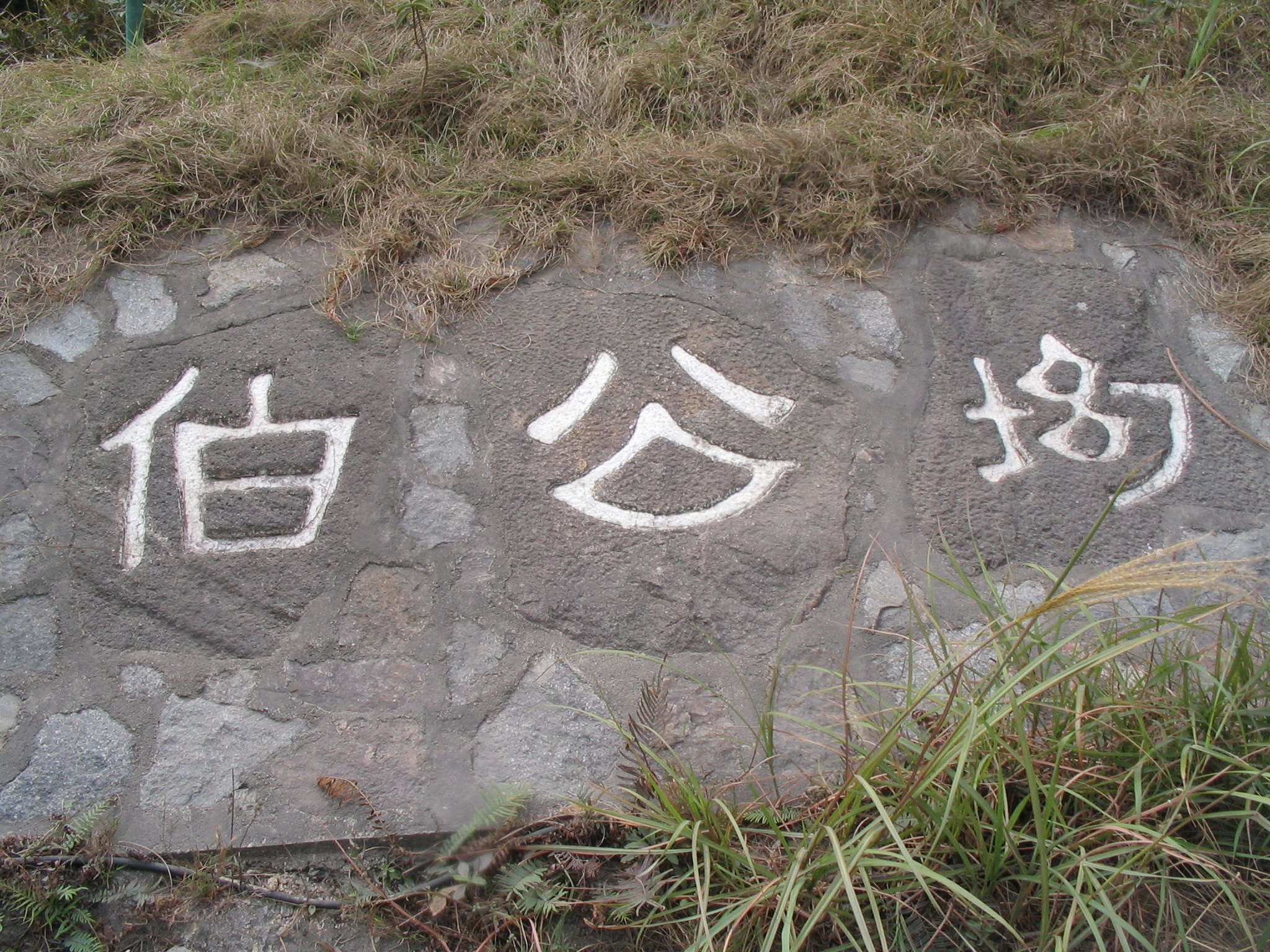
位於東涌道鳳凰徑第三段起點附近的伯公坳刻石

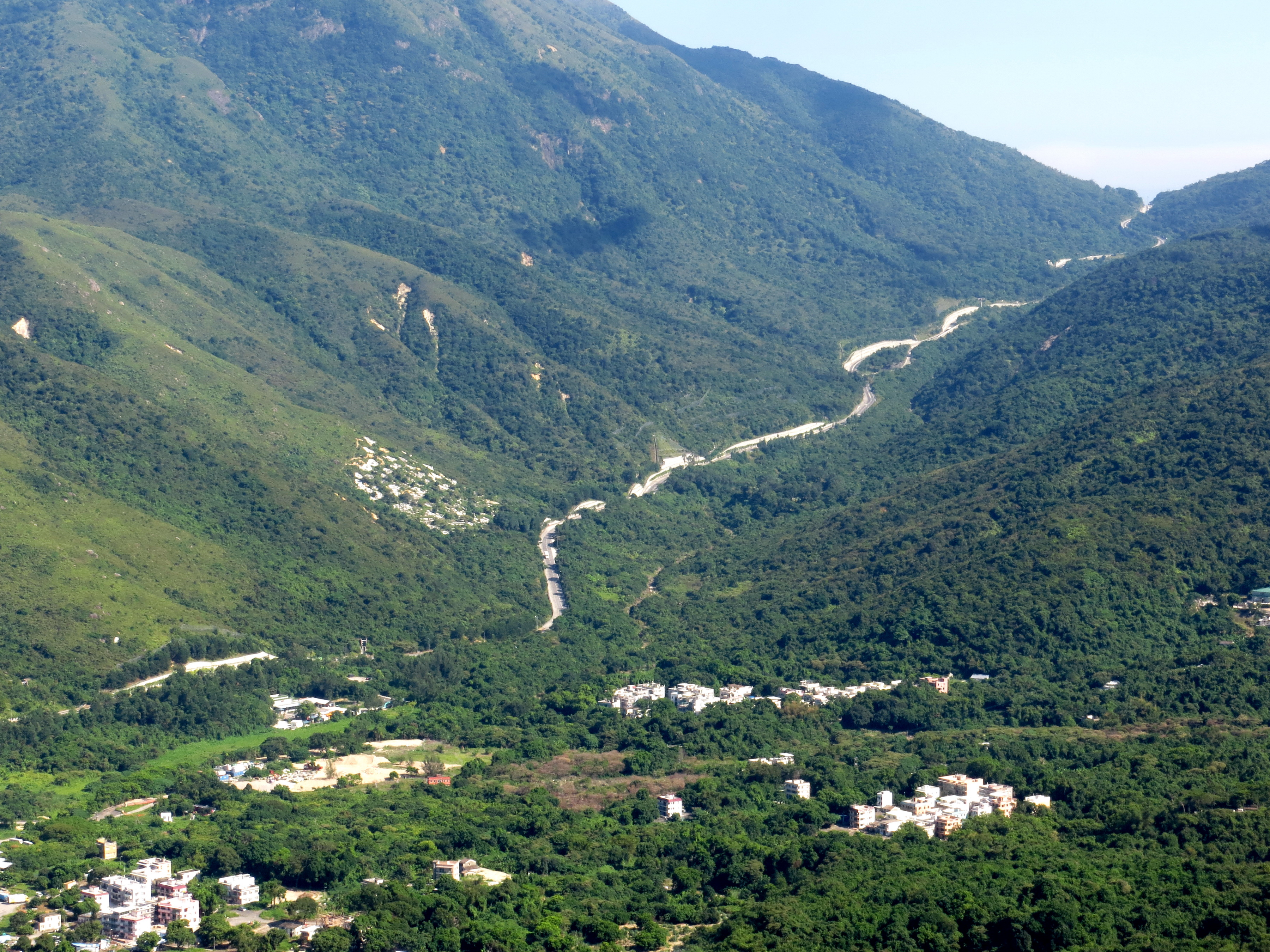
伯公坳（右上）是東涌道的最高點

伯公坳（英語：Pak Kung Au），又名東涌坳（英語：Tung Chung Au），位於香港大嶼山中部，鳳凰山與大東山之間，東涌道的最高點，海拔高達340.8米。

## 地理
伯公坳是鳳凰徑第三段及第二段的交界處，分別通往西邊的鳳凰山及東邊的大東山，成為遠足人士前往兩山的主要中途站。伯公坳也是南大嶼郊遊徑的中途站。

## 事件
政府飛行服務隊的直昇機曾經在該處附近發生墮毀事故，造成兩名機員死亡。現郊野公園休憩處內設置了一塊紀念碑，以紀念兩位殉職機員。